# Biqraqa
Biqraqa (tiếng Ả Rập: بقراقة) là một ngôi làng Syria nằm trong phó huyện Masyaf thuộc huyện Masyaf, nằm ở phía tây Hama. Theo Cục Thống kê Trung ương Syria (CBS), Biqraqa có dân số 798 người trong cuộc điều tra dân số năm 2004.